# 特拉华州同性婚姻

虹色特拉华州地图

特拉华州认可同性民事结合，将會于2013年7月1日认可同性婚姻。2011年5月1日，州长签字通过同性结合法案，该法案“赋予同性伴侣与注册婚姻同样的权利、利益、保护和责任”。同性结合法案于2012年1月1日生效 。2013年，特拉华州75法案在众议院和参议院均获通过，州长杰克·马克尔在法案上签字。同性婚姻法案将于2013年7月1日生效，届时特拉华州将成为美国第十一个同性婚姻合法的州。

## 民事结合
2011年3月，特拉华州参议员大卫·索科拉和梅拉妮·乔治提出同性婚姻法案。该提案于2011年3月31在州管理服务委员会通过，4月7日在州参议院以13－6获得通过，4月14日在州众议院以26－15获得通过。5月11日，州长杰克·马克尔在法案上签字并发表感言 ：
今晚，在签署这项法案后。我们对所有的特拉华人说，不论你的性倾向如何，如果你对某人作出承诺，并发誓两人将共度余生，那么你们的爱，你们的家庭在法律下就是平等的。
该法案于2012年1月1日生效。在2012年间，特拉华共发出了565张结合证明。其中250张来自苏塞克斯县，235张来自纽卡斯尔县，80张来自肯特县。2014年7月1日，特拉华州将不再签发民事结合证书，已存在的同性结合将转换为婚姻。

## 同性婚姻立法
2012年3月，州长杰克·马克尔认为同性婚姻合法化在特拉华州是大势所趋，相关法案很可能在未来几年通过。2012年9月，代表彼得·施瓦茨科夫表示希望州立法会能投票支持同性婚姻。他个人支持同性婚姻，但也表示出对立法前景的不确定。2013年2月1日，罗马天主教威尔明顿教区主教威廉·马卢尼对教区教友发信呼吁“婚姻是一男一女之间的契约，必须得到珍惜和捍卫”。2013年4月，关于将同性婚姻合法化并取消民事结合的法案递交到立法院。威廉主教向立法院写信抗议，表示“婚姻不仅关于爱和承诺，并且是一男一女分别作为丈夫和妻子给对方的独一无二的爱。婚姻不仅是一个标签，而且具有宗教神圣感，不能存在于同性之间。“该法案分别在众议院和参议院获得通过。在法案获得两院通过后一小时内州长即签字，法案于2013年7月1日生效。州参议员卡伦·彼德森于同年5月7日出柜，成为特拉华州第一位出柜的LGBT立法委员。

## 公众意见
2011年2月，公共政策民意调查进行的一样测验显示，48％的特拉华投票人支持同性婚姻，47％的投票人反对，8％不确定。2011年3月6日，大湖研究伙伴进行的测验显示62％的投票人支持同性结合，31％的投票人反对，7％不确定 。2013年2月，全球战略集团的民调显示，54％的投票人支持同性婚姻，37％的投票人反对，8％的人不确定或拒绝回答。